# マウリシオ・ショーグン
マウリシオ・"ショーグン"・フア（Maurício "Shogun" Rua、1981年11月25日 - ）は、ブラジルの男性元総合格闘家。パラナ州クリチバ出身。ユニバーシダデ・ダ・ルタ所属。元UFC世界ライトヘビー級王者。PRIDE GRANDPRIX 2005優勝。UFC殿堂入り。
卓越したムエタイ技術とシュートボクセ・アカデミー仕込みの強烈なラッシュ力、無尽蔵のスタミナで休むことなく攻め続ける。さらに関節技も得意としている。倒れた相手の顔面を踏みつける必殺技を持ち、「踏みつけ大将軍」の異名を持つ。しかし、UFCでは踏みつけ等のサッカーボールキックが禁止されているため、ショーグンが試合で踏みつけを用いていたのはUFC参戦前のみである。
実兄に総合格闘家のムリーロ・ニンジャがいる。

## 来歴
兄ムリーロ・ニンジャの影響で6歳からブラジリアン柔術、7歳からムエタイを始めた。プロ格闘家になる前はファッション誌やファッションショーのモデルもしていた。
2002年にブラジルの総合格闘技大会Meca World Vale Tudoでグレイシー・バッハのカポエイラを相手にプロデビュー。右ハイキックでKO勝ち。同大会では3連勝し、エヴァンゲリスタ・サイボーグに打撃で追込まれるも逆転KOで勝利している。2003年9月6日には出場予定であった小路晃の代役でIFC世界ライトヘビー級王座決定トーナメントに出場、1回戦の対戦相手の予定はパウロ・フィリオだったが、フィリオが大会に現れず、代打で出場した世界柔術選手権覇者のエリック・ヴァンダレイに立技でも寝技でも果敢に攻め勝利する。準決勝では優勝したレナート・ババルに敗れ、キャリア初黒星を喫した。

### PRIDE
2003年10月5日、先に日本で活躍していた兄ムリーロ・ニンジャに続いてPRIDEデビューし、PRIDE 武士道で小路晃と対戦。寝技に持ち込まれるシーンがあったものの、最後は得意の打撃で押し切りTKO勝ち。
小路戦を含めて日本人4連戦を全勝し、「日本人キラー」ぶりを発揮。
2005年4月23日、PRIDE GRANDPRIX 2005 開幕戦のミドル級（-93kg）グランプリ1回戦で前回準優勝のクイントン・"ランペイジ"・ジャクソンと対戦、膝蹴りでジャクソンを肋骨骨折に追い込み、さらに猛打を浴びせTKO勝ち。兄のニンジャに判定勝ちしていたジャクソンにリベンジした。
2005年6月26日のPRIDE GRANDPRIX 2005 2nd ROUNDのミドル級グランプリ2回戦でアントニオ・ホジェリオ・ノゲイラと対戦。得意の踏みつけを阻止されスタンドでも劣勢に立たされるも、テイクダウンと強烈なパウンドを駆使して判定勝ち。激闘となったこの試合は、同年のPRIDEオフィシャルウェブサイトの年間ベストバウト投票にて3位に選ばれた。
2005年8月28日、PRIDE GRANDPRIX 2005 決勝戦のミドル級グランプリ準決勝でアリスター・オーフレイムを1RTKO勝ちで制し、決勝では兄弟子ヴァンダレイ・シウバを破ったヒカルド・アローナと対戦。踏みつけからのパウンドで1RKO勝ち。23歳でPRIDEミドル級グランプリ優勝を果たした。このアローナ戦が評価され、ニーノ・シェンブリからブラジリアン柔術の黒帯を授与されている。
2006年2月27日、PRIDE.31でマーク・コールマンと対戦、タックルを受けた際に受身を取りそこね、右肘を脱臼し49秒でTKO負けを喫した。
2006年9月10日、PRIDE 無差別級グランプリ 2006 決勝戦でザ・スネークと対戦し、スタンドでは長いリーチに苦しめられるが、グラウンドでの踏みつけでTKO勝ち。
2006年10月21日、PRIDE初の海外開催となったPRIDE.32でケビン・ランデルマンと対戦。テイクダウンを奪われるも、粘り強く足関節を狙い、膝十字固めで一本勝ち。
2007年2月24日、PRIDE.33でアリスター・オーフレイムと再戦。猪木アリ状態からのパウンドで失神TKO勝ち。
2007年9月12日、理学療法士の女性と結婚。

### UFC
2007年9月22日、UFC初参戦となったUFC 76でフォレスト・グリフィンと対戦。序盤は試合を優位に進めるも、徐々に失速し、3R終了間際にチョークスリーパーで一本負け。UFCは黒星デビューとなった。
2007年10月3日、UFC 76以前の練習で断裂していた左膝前十字靭帯の手術を行った。
2007年12月、シュートボクセ・アカデミーを離脱し、ムリーロ・ニンジャ、アンドレ・ジダらと共に新チーム「ユニバーシダデ・ダ・ルタ」を結成した。
2008年6月7日のUFC 85でチャック・リデルとの対戦が予定されていたが、手術した左膝前十字靭帯を再び痛めてしまい再手術を受け、欠場となった。
2009年1月17日、1年4か月ぶりの復帰戦となったUFC 93でマーク・コールマンと再戦し、パンチラッシュでTKO勝ちを収め、PRIDE時代のリベンジを果たすと共にファイト・オブ・ザ・ナイトを受賞した。しかし、全盛期を過ぎたコールマン相手にテイクダウンを奪われ、スタミナ切れを起こした末の勝利とあってファンや専門家から批判される事となった。
2009年4月18日、UFC 97でチャック・リデルと対戦し、パウンドでTKO勝ち。ノックアウト・オブ・ザ・ナイトを受賞した。
2009年10月24日、UFC 104のUFC世界ライトヘビー級タイトルマッチで王者リョート・マチダに挑戦し、3者とも47-48という僅差の判定負けを喫し王座獲得に失敗した。ファイト・オブ・ザ・ナイトを受賞した。

#### UFC世界王座獲得
2010年5月8日、UFC 113のUFC世界ライトヘビー級タイトルマッチでリョート・マチダと再戦し、右クロスカウンターでダウンを奪い、追撃のパウンドで1RKO勝ちを収め王座獲得に成功した。ノックアウト・オブ・ザ・ナイトを受賞した。
2010年6月、マチダ戦で痛めた膝の手術を行った。

#### 世界王座陥落
2011年3月19日、UFC 128のUFC世界ライトヘビー級タイトルマッチで挑戦者ジョン・ジョーンズと対戦。スタンド、グラウンド共にほぼ何も出来ないまま、ボディーブローからの膝蹴りで3RTKO負けを喫し、王座から陥落した。
2011年8月27日、UFC 134でフォレスト・グリフィンと4年ぶりに再戦し、KO勝ちを収めリベンジに成功した。
2011年11月19日、UFC 139でダン・ヘンダーソンと対戦。5Rに渡る死闘を繰り広げた末に0-3の判定負け。ファイト・オブ・ザ・ナイトを受賞した。
2013年8月17日、UFC Fight Night: Shogun vs. Sonnenでチェール・ソネンと対戦。グラウンドで圧倒され、1R終了間際にギロチンチョークで一本負け。
2013年12月6日、UFC Fight Night: Hunt vs. Bigfootでジェームス・テフナと対戦し、左フックでKO勝ち。ノックアウト・オブ・ザ・ナイトを受賞した。
2014年3月23日、UFC Fight Night: Shogun vs. Henderson 2でライトヘビー級ランキング8位のダン・ヘンダーソンと再戦し、パウンドでTKO負け。ファイト・オブ・ザ・ナイトを受賞した。
2014年11月8日、UFC Fight Night: Shogun vs. St. Preuxでライトヘビー級ランキング10位のオヴィンス・サンプルーと対戦し、パウンドで1RKO負け。
2015年8月1日、UFC 190でライトヘビー級ランキング11位のアントニオ・ホジェリオ・ノゲイラと再戦し、3-0の判定勝ち。ファイト・オブ・ザ・ナイトを受賞した。
2016年5月14日、UFC 198でライトヘビー級ランキング12位のコーリー・アンダーソンと対戦し、2-1の判定勝ち。
2017年3月11日、UFC Fight Night: Belfort vs. Gastelumでライトヘビー級ランキング12位のジャン・ヴィランテと対戦し、パンチ連打でTKO勝ち。
2018年7月22日、約1年4ヶ月ぶりの復帰戦となったUFC Fight Night: Shogun vs. Smithでアンソニー・スミスと対戦し、肘打ちからの左フックで1RKO負け。
2018年12月2日、UFC Fight Night: dos Santos vs. Tuivasaでライトヘビー級ランキング14位のタイソン・ペドロと対戦し、TKO勝ち。パフォーマンス・オブ・ザ・ナイトを受賞した。
2020年11月21日、UFC 255でライトヘビー級ランキング15位のポール・クレイグと再戦し、パウンドで2RTKO負け。
2023年1月21日、引退試合となったUFC 283でイーホル・ポティエリアと対戦し、左フックでダウンを奪われパウンドで1RTKO負け。

## 人物・エピソード
- リオデジャネイロで友人と食事をした後に友人の車に乗って帰っているときにライフルで武装した4人組の武装強盗に会い、財布と携帯電話を奪われてしまい、2マイル先の警察署まで歩いて行ったことがある[11]。
- 兄弟は兄ムリーロ・ニンジャの他に弟がいる。弟のニックネームはショーリン（少林）。
- 日本の雑誌（格闘技通信）のインタビューを受けるまで、将軍が忍者より上位であることを知らなかった。
- かつて所属していたシュートボクセ・アカデミーのチームメイトであったヴァンダレイ・シウバや兄ムリーロとは決して戦わないことを約束している。

## 戦績
| 総合格闘技 戦績 | 総合格闘技 戦績 | 総合格闘技 戦績 | 総合格闘技 戦績 | 総合格闘技 戦績 | 総合格闘技 戦績 | 総合格闘技 戦績 |
| --------------- | --------------- | --------------- | --------------- | --------------- | --------------- | --------------- |
| 42 試合         | (T)KO           | 一本            | 判定            | その他          | 引き分け        | 無効試合        |
| 27 勝           | 21              | 1               | 5               | 0               | 1               | 0               |
| 14 敗           | 7               | 3               | 4               | 0               | 1               | 0               |

| 勝敗 | 対戦相手                             | 試合結果                            | 大会名                                                                | 開催年月日     |
| ×    | イーホル・ポティエリア               | 1R 4:05 TKO（左フック→パウンド）    | UFC 283: Teixeira vs. Hill                                            | 2023年1月21日  |
| ×    | オヴィンス・サンプルー               | 5分3R終了 判定1-2                   | UFC 274: Oliveira vs. Gaethje                                         | 2022年5月7日   |
| ×    | ポール・クレイグ                     | 2R 3:36 TKO（パウンド）             | UFC 255: Figueiredo vs. Perez                                         | 2020年11月21日 |
| ○    | アントニオ・ホジェリオ・ノゲイラ     | 5分5R終了 判定2-1                   | UFC on ESPN 14: Whittaker vs. Till                                    | 2020年7月26日  |
| △    | ポール・クレイグ                     | 5分3R終了 判定1-1                   | UFC Fight Night: Błachowicz vs. Jacaré                                | 2019年11月16日 |
| ○    | タイソン・ペドロ                     | 3R 0:43 TKO（右フック→パウンド）    | UFC Fight Night: dos Santos vs. Tuivasa                               | 2018年12月2日  |
| ×    | アンソニー・スミス                   | 1R 1:29 KO（左フック）              | UFC Fight Night: Shogun vs. Smith                                     | 2018年7月22日  |
| ○    | ジャン・ヴィランテ                   | 3R 0:59 TKO（スタンドパンチ連打）   | UFC Fight Night: Belfort vs. Gastelum                                 | 2017年3月11日  |
| ○    | コーリー・アンダーソン               | 5分3R終了 判定2-1                   | UFC 198: Werdum vs. Miocic                                            | 2016年5月14日  |
| ○    | アントニオ・ホジェリオ・ノゲイラ     | 5分3R終了 判定3-0                   | UFC 190: Rousey vs. Correia                                           | 2015年8月1日   |
| ×    | オヴィンス・サンプルー               | 1R 0:34 KO（左フック→パウンド）     | UFC Fight Night: Shogun vs. St. Preux                                 | 2014年11月8日  |
| ×    | ダン・ヘンダーソン                   | 3R 1:31 TKO（右フック→パウンド）    | UFC Fight Night: Shogun vs. Henderson 2                               | 2014年3月23日  |
| ○    | ジェームス・テフナ                   | 1R 1:03 KO（左フック）              | UFC Fight Night: Hunt vs. Bigfoot                                     | 2013年12月7日  |
| ×    | チェール・ソネン                     | 1R 4:47 ギロチンチョーク            | UFC Fight Night: Shogun vs. Sonnen                                    | 2013年8月17日  |
| ×    | アレクサンダー・グスタフソン         | 5分3R終了 判定0-3                   | UFC on FOX 5: Henderson vs. Diaz                                      | 2012年12月8日  |
| ○    | ブランドン・ヴェラ                   | 4R 4:09 TKO（パウンド）             | UFC on FOX 4: Shogun vs. Vera                                         | 2012年8月4日   |
| ×    | ダン・ヘンダーソン                   | 5分5R終了 判定0-3                   | UFC 139: Shogun vs. Henderson                                         | 2011年11月19日 |
| ○    | フォレスト・グリフィン               | 1R 1:53 KO（右フック→パウンド）     | UFC 134: Silva vs. Okami                                              | 2011年8月27日  |
| ×    | ジョン・ジョーンズ                   | 3R 2:37 TKO（膝蹴り）               | UFC 128: Shogun vs. Jones 【UFC世界ライトヘビー級タイトルマッチ】     | 2011年3月19日  |
| ○    | リョート・マチダ                     | 1R 3:35 KO（右フック→パウンド）     | UFC 113: Machida vs. Shogun 2 【UFC世界ライトヘビー級タイトルマッチ】 | 2010年5月8日   |
| ×    | リョート・マチダ                     | 5分5R終了 判定0-3                   | UFC 104: Machida vs. Shogun 【UFC世界ライトヘビー級タイトルマッチ】   | 2009年10月24日 |
| ○    | チャック・リデル                     | 1R 4:28 TKO（左フック→パウンド）    | UFC 97: Redemption                                                    | 2009年4月18日  |
| ○    | マーク・コールマン                   | 3R 4:36 TKO（スタンドパンチ連打）   | UFC 93: Franklin vs. Henderson                                        | 2009年1月17日  |
| ×    | フォレスト・グリフィン               | 3R 4:45 チョークスリーパー          | UFC 76: Knockout                                                      | 2007年9月22日  |
| ○    | アリスター・オーフレイム             | 1R 3:37 TKO（パウンド）             | PRIDE.33 "THE SECOND COMING"                                          | 2007年2月24日  |
| ○    | 中村和裕                             | 3R（10分/5分/5分）終了 判定3-0      | PRIDE 男祭り 2006 -FUMETSU-                                           | 2006年12月31日 |
| ○    | ケビン・ランデルマン                 | 1R 2:35 膝十字固め                  | PRIDE.32 "THE REAL DEAL"                                              | 2006年10月21日 |
| ○    | ザ・スネーク                         | 1R 5:29 TKO（踏みつけ）             | PRIDE 無差別級グランプリ 2006 決勝戦                                  | 2006年9月10日  |
| ×    | マーク・コールマン                   | 1R 0:49 TKO（右肘の脱臼）           | PRIDE.31 Dreamers                                                     | 2006年2月26日  |
| ○    | ヒカルド・アローナ                   | 1R 2:54 KO（パウンド）              | PRIDE GRANDPRIX 2005 決勝戦 【ミドル級グランプリ 決勝】               | 2005年8月28日  |
| ○    | アリスター・オーフレイム             | 1R 6:42 TKO（マウントパンチ）       | PRIDE GRANDPRIX 2005 決勝戦 【ミドル級グランプリ 準決勝】             | 2005年8月28日  |
| ○    | アントニオ・ホジェリオ・ノゲイラ     | 3R（10分/5分/5分）終了 判定3-0      | PRIDE GRANDPRIX 2005 2nd ROUND 【ミドル級グランプリ 2回戦】           | 2005年6月26日  |
| ○    | クイントン・"ランペイジ"・ジャクソン | 1R 4:47 TKO（サッカーボールキック） | PRIDE GRANDPRIX 2005 開幕戦 【ミドル級グランプリ 1回戦】              | 2005年4月23日  |
| ○    | 金原弘光                             | 1R 1:40 TKO（サッカーボールキック） | PRIDE.29 SURVIVAL                                                     | 2005年2月20日  |
| ○    | 滑川康仁                             | 1R 6:02 TKO（パウンド）             | PRIDE 武士道 -其の伍-                                                 | 2004年10月14日 |
| ○    | 郷野聡寛                             | 1R 9:04 KO（サッカーボールキック）  | PRIDE 武士道 -其の弐-                                                 | 2004年2月15日  |
| ○    | 小路晃                               | 1R 3:47 TKO（スタンドパンチ連打）   | PRIDE 武士道                                                          | 2003年10月5日  |
| ×    | レナート・ババル                     | 3R 3:07 フロントチョーク            | IFC: Global Domination 【ライトヘビー級王座決定トーナメント 準決勝】  | 2003年9月6日   |
| ○    | エリック・ヴァンダレイ               | 2R 2:54 TKO（パンチ連打）           | IFC: Global Domination 【ライトヘビー級王座決定トーナメント 1回戦】   | 2003年9月6日   |
| ○    | エヴァンゲリスタ・サイボーグ         | 1R 9:22 TKO（マウントパンチ）       | Meca World Vale Tudo 9                                                | 2003年8月1日   |
| ○    | アンジェロ・アントニオ               | 1R 0:55 TKO（サッカーボールキック） | Meca World Vale Tudo 8                                                | 2003年5月16日  |
| ○    | ハファエル・カポエイラ               | 1R 4:00 KO（右ハイキック）          | Meca World Vale Tudo 7                                                | 2002年11月8日  |

## 獲得タイトル
- PRIDE GRANDPRIX 2005 優勝（2005年）
- 第11代UFC世界ライトヘビー級王座（2010年）

## 表彰
- ブラジリアン柔術 黒帯
- ムエタイ 黒帯
- UFC ファイト・オブ・ザ・ナイト（4回）
- UFC パフォーマンス・オブ・ザ・ナイト（1回）
- UFC ノックアウト・オブ・ザ・ナイト（3回）
- UFC ファイト・オブ・ザ・イヤー（2011年）
- UFC殿堂入り（2024年）
- SHERDOG ファイター・オブ・ザ・イヤー（2005年）
- SHERDOG ファイト・オブ・ザ・イヤー（2005年）

## 出演

### 映画
- キックボクサー ザ・リベンジ（英語版）（2018年）

### CM
- ルノー